# Anthemis abrotanifolia
Anthemis abrotanifolia ist eine Pflanzenart aus der Gattung der Hundskamillen (Anthemis) in der Familie der Korbblütler (Asteraceae).

## Merkmale
Anthemis abrotanifolia ist ein am Grunde verholzter, ausdauernder Halbstrauch, der Wuchshöhen von 3 bis 15 Zentimeter erreicht. Die Blätter sind länglich, meist bis 22, selten bis 35 Millimeter lang, fiederschnittig, angedrückt behaart und drüsig punktiert. Die Blattzipfel sind linealisch bis länglich-eiförmig. 
Wenn die Pflanze fruchtet, sind die Köpfchenstiele nicht keulig. Zungenblüten fehlen meist oder sind bei der Form Anthemis abrotanifolia f. ligulata Greuter kurz. Der Fruchtboden ist kurz kegelförmig. Die kurz zugespitzten Spreublätter erreichen den Grund der Kronzipfel. Die Frucht ist meist 1,25, selten bis 1,4 Millimeter groß, verkehrteiförmig und kaum gerippt. Ein Pappus fehlt oder ist manchmal als gezähnelter, sehr kurzer Rand ausgebildet.
Die Blütezeit reicht von Mai bis Juli.

## Vorkommen
Anthemis abrotanifolia ist auf Kreta endemisch. Die Art wächst in den Gebirgen Lefka Ori, Ida, Dikti und Afendis Kavousi in Igelpolsterheiden, auf Schutt und Kalkfelsen in Höhenlagen von 500 bis 2400 Meter.

## Belege
1. 1 2 3 4  Ralf Jahn, Peter Schönfelder: Exkursionsflora für Kreta. Mit Beiträgen von Alfred Mayer und Martin Scheuerer. Eugen Ulmer, Stuttgart (Hohenheim) 1995, ISBN 3-8001-3478-0, S. 314.